# Air University (United States Air Force)
La Air University (AU) è una componente primaria dello Air Education and Training Command (AETC) in seno alla United States Air Force. La AU ha la sede principale presso Maxwell Air Force Base (Alabama) ed è la più importante istituzione di formazione militare professionale per l'aviazione USA.

## Organizzazioni
Air Force Institute of Technology (AFIT)
Carl A. Spaatz Center for Officer Education
Air War College (AWC)
Air Command and Staff College (ACSC)
Squadron Officer School (SOS)
International Officers School (IOS)
School of Advanced Air and Space Studies (SAASS)
 USAF Counterproliferation Center. URL consultato il 24 settembre 2019 (archiviato dall'url originale il 6 luglio 2014).
Curtis E. Lemay Center for Doctrine Development & Education
Ira C. Eaker College for Professional Development
Air Force Chaplain Corps College
Air Force Personnel Professional Development School
Commanders' Professional Development School
Defense Financial Management & Comptroller School
National Security Space Institute
Jeanne M. Holm Center for Officer Accessions and Citizen Development
Air Force Officer Training School (OTS)
Air Force Reserve Officer Training Corps (AFROTC)
Air Force Junior Reserve Officer Training Corps (AFJROTC)
Civil Air Patrol  (CAP)
Civilian Acculturation and Leadership Training (CALT)
Thomas N. Barnes Center for Enlisted Education
Airman Leadership School (ALS)
Air Force Career Development Academy
Air Force Enlisted Heritage Research Institute
Air Force Senior Noncommissioned Officer Academy (SNCOA)
Air Force Noncommissioned Officer Academy (NCOA)
Enlisted Professional Military Education Instructor Course (EPMEIC)
Chief Master Sergeant Leadership Course (CLC)
Community College of the Air Force (CCAF)
USAF First Sergeant Academy (FSA)
Air Force Research Institute (AFRI)
Air Force Fellows Program (AFF)
Air Force Historical Research Agency (AFHRA)

## Scuole e centri
Le istituzioni che compongono la Air University comprendono:

### Officer Professional Military Education
Il Carl A. Spaatz Center for Officer Education (Spaatz Center) unifica le realtà che si occupano di istruzione militare professionale per ufficiali dell'Air Force. Attivato il 29 aprile 2008, lo Spaatz Center onora la memoria del primo Air Force Chief of Staff, generale Carl A. Spaatz. Fin dalla sua nascita lo Spaatz Center si propone come riferimento globale nella formazione degli ufficiali, sviluppando leadership, stimolando l'innovazione e favorendo le sinergie per promuovere il primato dell'aeronautica.
Squadron Officer College

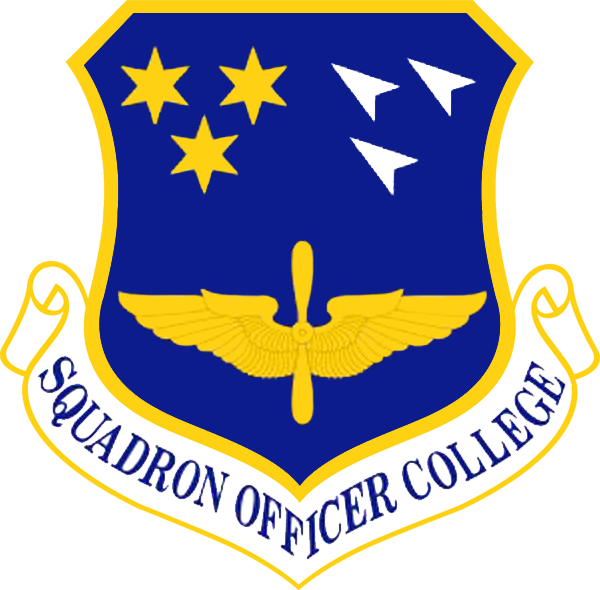
Stemma dello Squadron Officer College

Lo Squadron Officer College (SOC) per breve tempo prese il posto della Squadron Officer School (SOS), un corso inizialmente di dodici settimane, oggi riproposto con la durata di otto settimane.
Il SOC era una versione abbreviata a cinque settimane della preesistente SOS per primi tenenti e capitani. Il SOC era basato sulla premessa che tutti i sottotenenti USAF di fresca nomina provenienti da ogni canale di accesso (cioè USAFA, AFROTC, OTS, ecc.) frequentassero l'allora esistente Air and Space Basic Course (ASBC) di sei settimane presso Maxwell AFB come sottotenenti prima di esordire nell'impiego operativo presso i rispettivi reparti di assegnazione iniziale. Nello schema ASBC/SOC, i medesimi ufficiali sarebbero tornati a Maxwell AFB tre-quattro anni dopo con il grado di capitano per completare il corso SOC di cinque settimane in forma di temporary duty assignment (TDA) (missione temporanea fuori della sede ordinaria).
La missione del SOC era formare ufficiali di livello compagnia quali leader di integrità, pronti, determinati e adatti a vincere le sfide del complesso scenario di sicurezza contemporaneo. Il SOC e la sua epigone, la ricostituita Squadron Officer School (SOS) di otto settimane, forniva e fornisce un'esperienza di istruzione militare professionale con particolare orientamento a sviluppare la leadership degli ufficiali inferiori. Il SOC era aperto anche a tutti i capitani (O-3) in servizio attivo della Air Force "regolare", dell'Air Force Reserve e Air National Guard, i loro corrispondenti internazionali e equivalenti civili.
Il SOC fu disattivato il 28 giugno 2011, in concomitanza all'attivazione della SOS.
Squadron Officer School

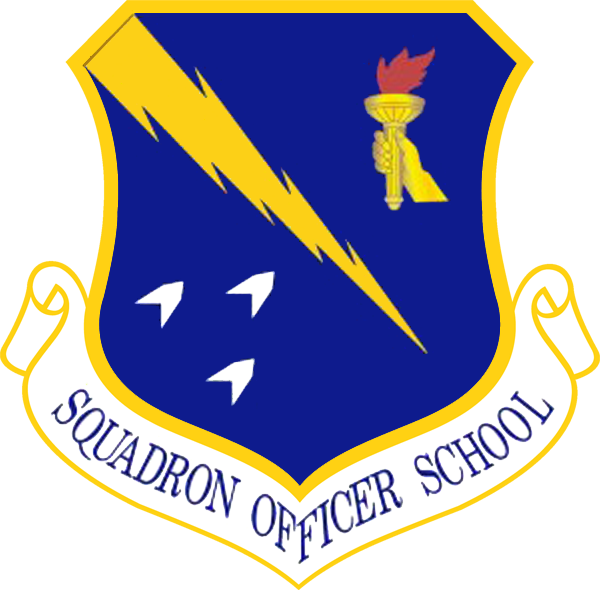
Stemma della Squadron Officer School

Con la disattivazione del SOC il 28 giugno 2011 per ordine dell'Air Force Chief of Staff e l'annuncio che l'ASBC sarebbe stato eliminato, la Squadron Officer School (SOS) fu ripristinata con la sua durata originaria di otto settimane da svolgersi presso Maxwell AFB. L'obiettivo è dare l'opportunità di seguire il corso sul posto a tutti i capitani in servizio attivo dell'USAF e alla maggior parte di quelli della Air Reserve Component (ossia Air Force Reserve e Air National Guard). Il programma SOS di formazione a distanza rimarrà per offrire un metodo per completare la Base Development Education (BDE) a quegli ufficiali, principalmente quelli dell'Air Reserve Component, la cui situazione impedisce loro di frequentare la SOS nella relativa sede.
Air Command and Staff College

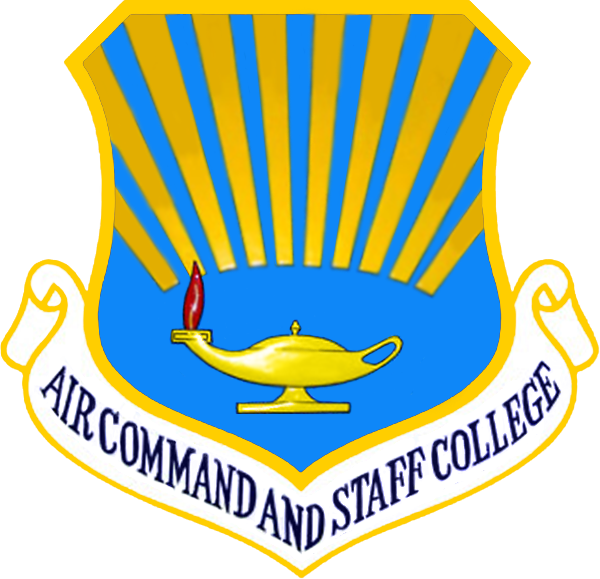
Stemma Air Command And Staff College

Lo Air Command and Staff College (ACSC) è un programma locale di 10 mesi a livello master che prepara ufficiali intermedi USAF, U.S. Army e USMC di pay grade O-4 e ufficiali USN / USCG di pay grade O-4, i loro equivalenti internazionali, e corrispondenti civili statunitensi, per posizioni di responsabilità più elevata nelle forze armate e altri organi governativi. Spesso indicato come "Intermediate Level Education" (ILE), "Intermediate Level Professional Military Education" (Intermediate Level PME) o "Phase I Joint PME", ACSC è disponibile anche come "formazione a distanza", principalmente tramite un CD-ROM che consente il corso per corrispondenza.
Air War College

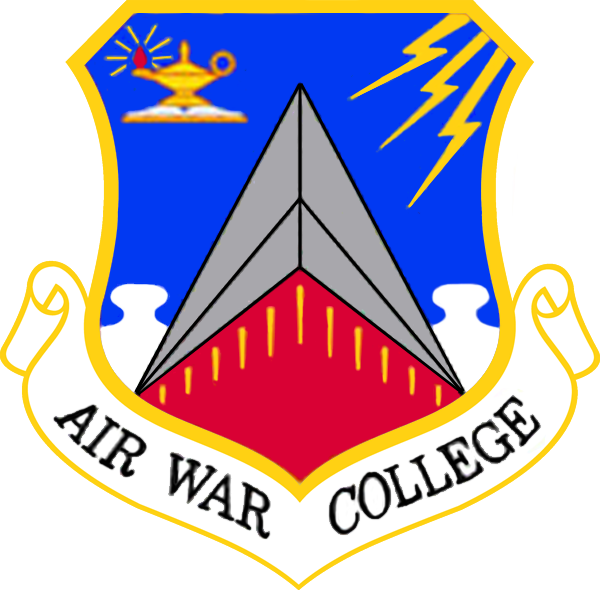
Stemma Air War College

Lo Air War College (AWC) è un programma locale di 10 mesi per tenenti colonnelli e colonnelli di USAF, U.S. Army e USMC (pay grade O-5 e O-6), comandanti e capitani USN / USCG (pay grade O-5 e O-6), i loro equivalenti internazionali, e i corrispondenti civili del ministero della difesa e ministero dell'aeronautica (GS-14/GM-14, GS-15/GM-15). L'AWC prepara i suoi allievi al ruolo-guida in un ambiente congiunto, interorganico e multinazionale al livello strategico delle operazioni militari. Noto anche come "Senior Developmental Education" (SDE), Senior Level PME, o (dal 2010) Phase II JPME, l'AWC è disponibile anche presso il Pentagono e selezionate installazioni USAF attive come un programma-seminario di 10 mesi affiancato all'anno accademico e al contenuto dei corsi da svolgere in altre sedi addestrative. È anche disponibile mediante "apprendimento a distanza" come corso per corrispondenza che tipicamente richiede da 18 a 24 mesi per essere completato.
L'annuale National Security Forum (NSF) promosso dal Segretario all'aeronautica con la partecipazione di leader civili dell'economia, industria, governo statale e locale, della giustizia, della cultura, dell'informazione e del clero, è amministrato e ospitato dall'AWC.
International Officer School
La International Officer School (IOS) è un corso di sette settimane che intende fornire a ufficiali internazionali un'approfondita conoscenza degli Stati Uniti, e una preparazione per frequentare la Squadron Officer School, l'Air Command and Staff College, e/o l'Air War College.

### Enlisted Professional Military Education

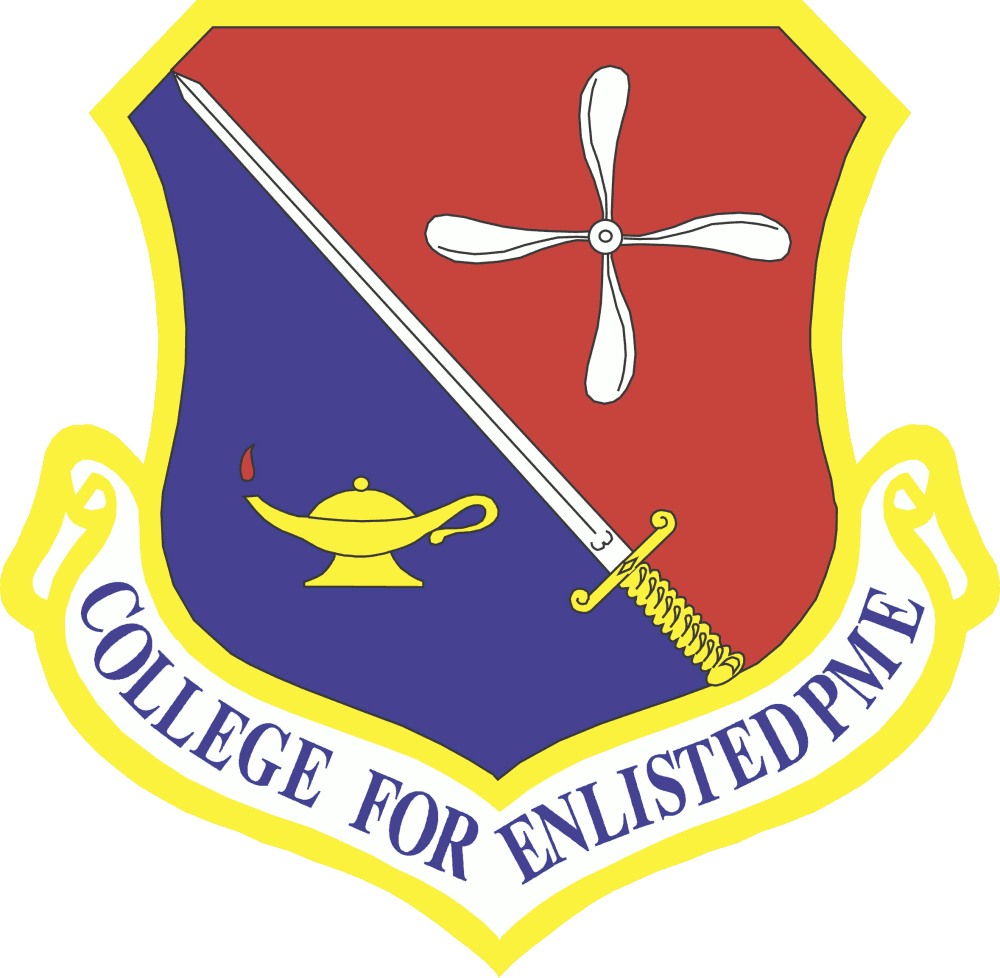
Stemma del College for Enlisted Professional Military Education

Il Thomas N. Barnes Center for Enlisted Education (Barnes Center, già College for Enlisted Professional Military Education) ha il compito dei programmi di istruzione e dello sviluppo dei corsi volti alla formazione militare professionale di tutti gli appartenenti all'Air Force, esclusi gli ufficiali. In questo concetto rientrano le Airman Leadership Schools, le Noncommissioned Officer Academies e la Air Force Senior Noncommissioned Officer Academy.
Air Force Senior Noncommissioned Officer Academy
La Air Force Senior Noncommissioned Officer Academy diploma ogni anno più di 1 800 allievi chief master sergeant, senior master sergeant tra i membri dell'Air Force, oltre a sottufficiali e chief petty officer di altre forze armate statunitensi e appartenenti alle forze armate di altri alleati internazionali degli USA. È ubicata nel Gunter Annex di Maxwell AFB.
NCO Academies
Le NCO Academies forniscono a sottufficiali prescelti una formazione militare professionale di qualità per sviluppare le loro attitudini e competenze nell'United States Air Force. L'obiettivo per gli allievi è approfondire la conoscenza delle rispettive posizioni nella struttura militare e sviluppare le attitudini necessarie per svolgere efficacemente i propri ruoli di comando. Vi sono parecchie NCO Academies in tutto il mondo presso varie installazioni dell'Air Force.
Airman Leadership School
La missione della Airman Leadership School è preparare il personale dell'aviazione col grado di senior airman ai compiti di supervisione e incoraggiare la dedizione nella professione militare. Lo scopo del programma è fornire ai senior airman l'opportunità di comprendere più appieno la loro posizione nella struttura organizzativa USAF e l'esigenza continuativa di sviluppo professionale per essere degli NCO efficaci.
First Sergeant Academy
La missione della First Sergeant Academy è sviluppare attraverso istruzione e addestramento prescelti sottufficiali esperti che dovranno fungere da consiglieri per i comandanti su questioni che influenzano gli avieri nello svolgere efficacemente la missione dell'Air Force. L'idea dell'accademia è attuare un programma standardizzato, a regola d'arte per esaltare le potenzialità dei first sergeant e costruire capi militari per la United States Air Force.
Enlisted Heritage Research Institute
Lo Enlisted Heritage Research Institute è votato a conservare le ricche e insigni cultura e tradizione dei corpi militari U.S. Air Force e U.S. Army Aeronautical Division, Air Service, Air Corps e Air Forces nello sviluppo della potenza aerea idonea a difendere gli Stati Uniti. L'istituto persegue tale scopo ospitando oggetti, raccolte, e mostre di pittura, documentazione scritta e orale, audiovisivi, equipaggiamenti, e una selezione di parti di aereo. Inoltre, gli allievi usano le risorse di ricerca interne e on-line per migliorare l'apprendimento e portare a compimento i progetti di ricerca sulla cultura militare.

### Reperimento di ufficiali

Stemma Air Force ROTC

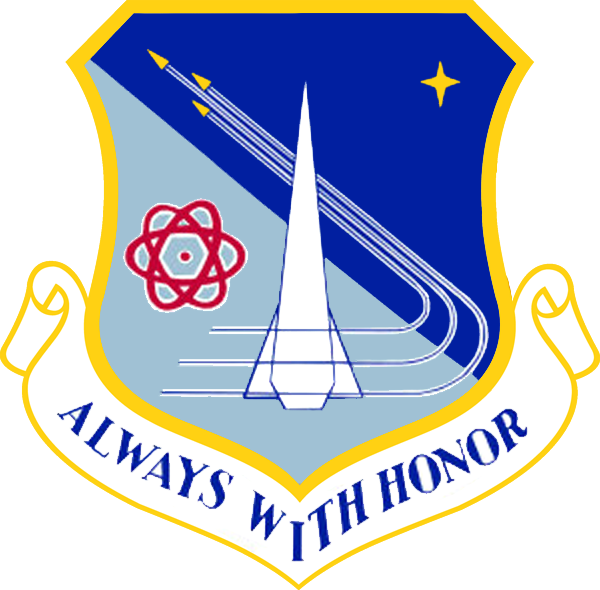
Stemma Officer Training School

Lo Jeanne M. Holm Center for Officer Accessions and Citizen Development (Holm Center), già noto come Air Force Officer Accession and Training Schools (AFOATS), fa funzionare due delle quattro sorgenti di reclutamento per ufficiali USAF. Si tratta dello Air Force Reserve Officer Training Corps (AFROTC) presso scuole superiori e università in tutti gli USA, e la Air Force Officer Training School (OTS) presso Maxwell AFB.
Gli altri due canali di reclutamento e addestramento di potenziali ufficiali USAF, la United States Air Force Academy (USAFA) e la Academy of Military Science (AMS) della Air National Guard non dipendono dalla Air University. La U.S. Air Force Academy è una Direct Reporting Unit (DRU), perciò il suo sovrintendente dipende direttamente dal Chief of Staff dell'aviazione. L'ammissione e l'amministrazione della ANG Academy of Military Science sono controllate dal direttore della Air National Guard attraverso il National Guard Bureau (NGB).

### Sviluppo di cittadinanza, istruzione aerospaziale, e programmi associati

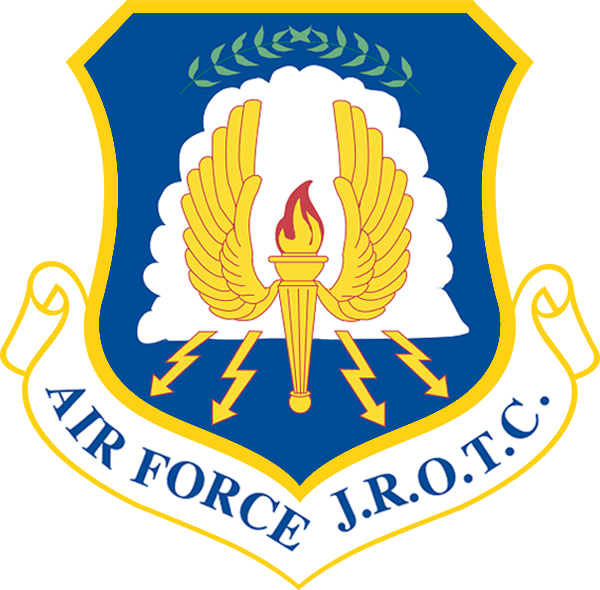
Stemma Junior ROTC

Attraverso lo Holm Center, la Air University gestisce anche altri due programmi.
Il programma Air Force Junior Reserve Officer Training Corps (AFJROTC) fornisce addestramento civico e istruzione in tema di scienza dell'aria e dello spazio attraverso un programma da cadetti per studenti delle superiori dal livello 9 al 12 presso varie scuole superiori sparse negli Stati Uniti, e prescelte Department of Defense Dependent Schools (DoDDS) presso installazioni militari USA all'estero. L'insegnamento è affidato a ufficiali superiori USAF in congedo assunti dai rispettivi sistemi scolastici, con l'assistenza di sottufficiali in congedo dei gradi più elevati, con contratti analoghi.
La Air University è anche, per la Civil Air Patrol (CAP), l'equivalente, nella scala gerarchica, di una numbered air force. La CAP è un'organizzazione statunitense non profit, con statuto (di tipo privatistico) emanato dal Congresso, a supporto federale, che opera come ausiliare ufficiale dell'United States Air Force (USAF). La CAP è un ente volontario focalizzato sull'aviazione che annovera persone delle più diverse estrazioni, stili di vita, occupazioni.
Persegue tre fondamentali missioni affidatele dal Congresso: servizi di emergenza (tra cui le operazioni di ricerca e salvataggio, aeree e terrestri) anche in caso di disastro; educazione aerospaziale per i giovani e il grande pubblico; programmi di cultura militare per i teenager. Inoltre, la CAP di recente è stata incaricata di missioni di corriere e attinenti alla sicurezza interna (homeland security).
La CAP compie altresì missioni in via primaria (non “da ausiliare“) per varie organizzazioni governative e private, tra cui le forze di polizia locali e la Croce Rossa Americana.
Le attività della CAP sono disciplinate, sul piano organico, dal Title 10 dello United States Code, e sul piano degli scopi dal Title 36 dello stesso complesso di norme. Benché siano ovvi e rilevanti i legami tra CAP e USAF, l'Air Patrol non è una componente di riserva militare per l'aviazione o per il governo federale in generale. Per questo stesso motivo, la CAP non va annoverata tra gli uniformed services e i suoi appartenenti sono volontari civili, non soggetti allo Uniform Code of Military Justice (istituto paragonabile al nostro diritto penale militare). La supervisione dell'Air University sulla CAP è esercitata attraverso lo Holm Center.

### Istruzione accademica

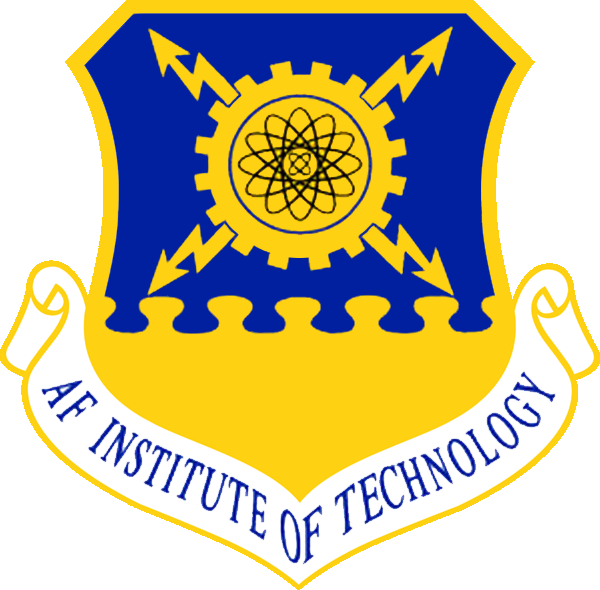
Stemma Air Force Institute of Technology

Lo Air Force Institute of Technology (AFIT) è un'unità geograficamente separata (GSU) della Air University, collocata presso Wright-Patterson AFB (Ohio). L'AFIT sostiene l'aeronautica e la difesa nazionale attraverso una sensibile istruzione post laurea, che rilascia titoli legalmente riconosciuti, e istruzione professionale continua, servizi di ricerca e consulenza per l'Air Force e organi del ministero della difesa. Il lavoro formativo di livello universitario offre a prescelti ufficiali aeronautici, personale civile dell'Air Force, e ufficiali di altre nazionalità l'ampia esperienza educativa necessaria per comprendere il ruolo della tecnologia nella difesa nazionale e nell'analisi e soluzione di problemi correlati alla difesa.
Il Community College of the Air Force (CCAF) è l'unica istituzione superiore al mondo, che rilasci titoli legalmente riconosciuti, dedicata esclusivamente al personale militare non inquadrato tra gli ufficiali. Il CCAF offre ad avieri e NCO del servizio attivo, dell'Air National Guard e dell'Air Force Reserve opportunità educative per ottenere un diploma superiore biennale, inerente alla professione, in scienze associate o applicate.
Il CCAF inoltre agevola la certificazione professionale selezionata e il riconoscimento per gli avieri. Negli ultimi anni il possesso di un diploma CCAF è divenuto de facto un requisito obbligatorio per la promozione a Senior master sergeant e gradi superiori, a prescindere dal fatto che il candidato abbia o no un diploma civile quale il baccalaureato. Questa sorta di propedeuticità non scritta è stata di recente formalizzata: a partire dal ciclo di promozione del 2007, gli aspiranti all'avanzamento non possono ricevere approvazioni decisive nei rispettivi stati di servizio senza aver previamente conseguito un "diploma associato" dal CCAF.

### Istruzione professionale continuativa
Il Curtis E. LeMay Center for Doctrine Development and Education (LeMay Center), già noto come Air Force Doctrine Development and Education Center, sviluppa e pubblica la dottrina dell'Air Force, insegna tale dottrina attraverso corsi in sede e online, e propugna il dominio dell'aria attraverso simulazioni avveniristiche, da ultimo garantisce integrazione e servizi di divulgazione all'Air University.
Lo Ira C. Eaker College for Professional Development eroga istruzione continuativa e addestramento tecnico al personale dell'Air Force e di altre branche del Ministero della Difesa e a ufficiali di altri paesi, come pure corsi in sede o a distanza per numerose specialità dell'Air Force.

## Istituzioni associate

### Air Force Historical Research Agency
L'Air Force Historical Research Agency è l'archivio dei documenti storici inerenti alla United States Air Force.
La raccolta di questa istituzione, nata durante la seconda guerra mondiale a Washington, fu trasferita nel 1949 nella Maxwell Air Force Base, odierna sede della Air University, per offrire strutture di ricerca agli studenti di istruzione professionale militare, alla facoltà. agli studiosi in trasferta, e al pubblico in genere.

## Storia

### Evoluzione
- Autorizzata come Air Service School dal War Department il 25 febbraio 1920, e istituita lo stesso anno, data esatta sconosciuta
- Rinominata: Air Service Field Officers' School il 10 febbraio 1921
- Rinominata: Air Service Tactical School il 8 novembre 1922
- Rinominata: Air Corps Tactical School il 18 agosto 1926
- Sospesa il 9 ottobre 1942
- Istituita come: Army Air Forces School of Applied Tactics, 16 ottobre 1943

Tradizioni ed insegne dell'Air Corps Tactical School concesse (per successione) all'atto dell'attivazione.
- Rinominata come: Army Air Forces School il 1 giugno 1945

Istituita come Major Command: 29 novembre 1945
- Rinominata come: Air University il 12 marzo 1946

Riassegnata all'Air Training Command il 15 maggio 1978, perdendo la condizione di major command
Reintegrata alla condizione di major command con effetto 1 luglio 1983
Trasformata da major command della United States Air Force in organizzazione dipendente dall'Air Education and Training Command il 1º luglio 1993.

### Stazioni
- Langley Field, Virginia, 25 febbraio 1920 - 14 luglio 1931
- Maxwell Field, Alabama, 15 luglio 1931 – 9 ottobre 1942
- Orlando Army Air Base, Florida, 16 ottobre 1943 - 29 novembre 1945
- Maxwell Field (in seguito Maxwell AFB), Alabama, 29 novembre 1945 – oggi

### Componenti
Tra il 1943 e il 1945 l'Army Air Forces School of Applied Tactics (AAFSAT) presso Orlando Army Air Base (Florida) gestì un'imponente struttura per la simulazione di combattimento aria-aria e aria-terra situata nella Florida centrale. Furono istituiti unità e varie basi operative principali e campi di aviazione ausiliari in un'area di 21 000 km² della Florida centrale scelta come un finto "teatro di guerra" e che pressappoco si estendeva da Tampa fino a Orlando, a est fino a Titusville, a nord fino a Starke, e a nordest fino a Apalachicola in cui si svolgevano le esercitazioni. Finita la seconda guerra mondiale, smise di operare anche la struttura di simulazione e gran parte delle basi aeree operative e dei campi di aviazione ausiliari furono poste in condizione militare provvisoria o restituite al controllo delle autorità civili locali. Il primo giugno 1945 la AAFSAT si trasferì dalla Orlando AAB (Florida) a Maxwell Field (Alabama).

### Attività
I fratelli Wright fondarono la prima scuola volo civile statunitense a Montgomery (Alabama) nel 1910. Negli anni 1920 divenne uno snodo importante del nascente sistema di posta aerea. Dall'inizio degli anni 1930 l'Army Air Corps Tactical School si spostò a Maxwell Field e Montgomery divenne il centro intellettuale nazionale votato alla cultura militare aeronautica.
La Air University (AU), fondata nel 1946, continua l’orgogliosa tradizione di istruire i pianificatori e capi di domani sul dominio dell’aria e dello spazio, sia con riferimento all’aeronautica militare USA, sia per quanto riguarda le altre branche delle relative forze armate, sia nei confronti di molte organizzazioni internazionali. Oggi la AU ha un rilievo mondiale e influisce sulla carriera di ogni membro della United States Air Force.

#### Origini
In conseguenza allo US Army Reorganization Act of 1920, lo Air Service autorizzò la costituzione di una Air Service School il 10 febbraio 1921 presso Langley Field (Virginia). Per rispecchiare la sua missione principale di preparare gli ufficiali superiori a ruoli più elevati nell'Air Service, esso attribuì alla Air Service School il nuovo nome di Air Service Field Officers' School.
Nel 1922, a seguito della decisione di permettere a tutti gli ufficiali dell'Air Service di frequentare l'istituzione di cui trattiamo, l'Air Service rinominò l'Air Service Field Officers' School come Air Service Tactical School. Parallelamente alla redesignazione (1926) dello Army Air Service come Army Air Corps, la Air Service Tactical School divenne la Air Corps Tactical School. Per approfittare del clima favorevole e del potenziale espansivo delle strutture, l'Army Air Corps nel 1931 iniziò a trasferire l'Air Corps Tactical School da Langley Field (Virginia) a Maxwell Field (Alabama).

#### Seconda guerra mondiale
Per la necessità del tempo di guerra di impiegare ufficiali del calibro di quelli che frequentavano l'istituto di Maxwell, nel maggio 1941 l'Army Air Corps sospese l'istruzione presso la scuola tattica e ne ridusse il corpo docente e collaboratori a sette ufficiali. Preparando l'eventuale riapertura dell'istituto, l'Army Air Corps trasferì gli scheletrici quadri essenziali dell'Air Corps Tactical School a Washington DC, affidandoli al Directorate of Individual Training. Benché l'istituto avesse dato prova di saper formare i pianificatori e i capi dell'Air Corps, esso chiuse l'Air Corps Tactical School il 9 ottobre 1942 con l'intenzione di riaprirla dopo la guerra.
Per colmare parzialmente il vuoto formativo lasciato dall'abbandono della Tactical School e per mitigare la crescente penuria di ufficiali Air Corps (in seguito: Army Air Forces) esperti, le Army Air Forces autorizzarono la creazione della Army Air Forces School of Applied Tactics (9 ottobre 1942). L'attivazione seguì presso la Orlando Army Air Base (Florida), con la missione di addestrare "prescelti ufficiali" in condizioni simulate di combattimento. Fondandosi sulle lezioni apprese nei teatri di combattimento e sulle reali esperienze operative della scuola, le AAF costituirono l'AAF Tactical Center con la AAF School of Applied Tactics quale unità dipendente. A causa di un'importante riorganizzazione del Tactical Center, e per un cambio nel tipo di corsi affidati all'istituto, le Army Air Forces ribattezzarono la AAF School of Applied Tactics con il nome AAF School il 1º giugno 1945.

#### Dopoguerra
In vista delle sue attività post-belliche, le Army Air Forces trasferirono la AAF School da Orlando AAB a Maxwell Field (Alabama) il 29 novembre 1945 e la posero alle dirette dipendenze del comando generale delle U.S. Army Air Forces (HQ AAF), in quanto major command.
Nel primo vertice di questo genere dalla fine della seconda guerra mondiale, la AAF Educational Conference terminò dopo un incontro di tre giorni (2 febbraio 1945) volto a discutere la struttura addestrativa post-bellica delle AAF. Le Army Air Forces incominciarono il primo corso formativo per istruttori nel marzo 1946 per preparare istruttori nel ruolo di insegnanti degli istituti educativi post-bellici.
Lo HQ AAF rinominò la Army Air Forces School quale Air University (AU) il 12 marzo 1946, ponendo alle sue dipendenze Air War College, Air Command and Staff School, e Air Tactical School. Il comandante della AU organizzò lo Air University Board of Visitors, composto di qualificati insegnanti e amministratori di università, perché si incontrasse regolarmente e lo consigliasse in materia educativa.
La Air University divenne operativa il 1º aprile 1948 quando HQ AAF trasferì la School of Aviation Medicine presso Randolph Field (Texas), dall'Air Training Command alla Air University. Per approfittare delle strutture esistenti, la Air University trasferì la Air Tactical School da Maxwell Field a Tyndall Field (Florida) il 21 maggio 1946. Il maggior generale Orvil A. Anderson fu il primo comandante dello Air War College, la scuola di rango più alto nel sistema a tre livelli che l'aeronautica aveva approntato per l'istruzione professionale militare (PME) dei suoi ufficiali.
Assumendo compiti paragonabili a quelli dei consiglieri di Esercito e Marina presso lo HQ AU Staff, dal 1º giugno 1946 ne fece parte anche il Royal Air Force Liaison Officer (ufficiale di collegamento). Quando i membri dello Air University Board of Visitors conclusero il loro primo incontro con esponenti quali il generale Carl Spaatz, comandante generale delle Army Air Forces; il maresciallo dell'aria Hugh Pughe Lloyd della Royal Air Force; e i corsisti di Air War College e Air Command oltre alla partecipazione dello Staff School, la Air University ebbe la sua cerimonia ufficiale di dedicazione presso Maxwell Field.
I corsi all'Air War College e all'Air Command and Staff School incominciarono il 4 settembre 1946, realizzando il "sogno di un'educazione alla cultura militare aeronautica" vagheggiato da gran parte dei capi e pianificatori AAF del dopoguerra. La Air Tactical School, il programma PME per ufficiali inferiori nel sistema di istruzione della AU, incominciò le lezioni presso Tyndall nel gennaio 1947. Nel corso dello stesso anno, la Royal Canadian Air Force inviò il suo primo gruppo di allievi per il corso formativo di due settimane presso Maxwell. Il Secretary of War Robert P. Patterson come relatore esterno, lo Air War College e la Air Command and Staff School diressero una cerimonia congiunta di consegna diplomi per 185 ufficiali superiori e di stato maggiore.
In conseguenza al National Security Act of 1947, la United States Air Force divenne una branca separata e indipendente delle forze armate statunitensi in data 18 settembre 1947. Il 13 gennaio 1948, coerentemente alla nuova condizione dell'Air Force, il relativo comando generale (HQ USAF) rinominò Maxwell Field come Maxwell Air Force Base.
Il 12 luglio 1949 HQ USAF costituì lo Air University Human Resources Research Institute. Era uno dei tre organismi operativi USAF creati per svolgere ricerche sul fattore umano nella pianificazione e nelle attività dell'Air Force. La Air University istituì il 3894th AU School Squadron per dare supporto amministrativo a istruttori e allievi USAF presso le varie scuole militari gestite da esercito, marina e Marine Corps.
Con il compito di "… preservare per chi verrà dopo di noi un racconto obiettivo e preciso della nostra attuale esperienza…", la USAF Historical Division nel settembre 1949 si trasferì a Maxwell AFB da Washington DC, venendo incorporata nella Air University Library. L'attività congiunta di queste istituzioni oggi è conosciuta come Air Force Historical Research Agency (AFHRA).

## Riconoscimenti
Nel 1995 la Air University ha ottenuto il primo premio Space Achievement dalla Space Foundation.